# Rick Aiello
Richard Aiello (21 settembre 1955 – Warwick, 26 luglio 2021) è stato un attore statunitense.

## Biografia
Figlio maggiore dell'attore Danny Aiello e Sandy Cohen. Prima di intraprendere la carriera da attore lavorò come buttafuori, barista e manager di un nightclub.
Prese parte come guest star a diversi programmi televisivi tra cui Un detective in corsia, L.A. Law - Avvocati a Los Angeles, I quattro della scuola di polizia, CSI - Scena del crimine, Ultime dal cielo, I Soprano e Walker Texas Ranger. Ebbe anche ruoli importanti in film come Fa' la cosa giusta di Spike Lee, Jungle Fever e Clockers nei panni di due poliziotti, One Good Cop nei panni di un detective, Lei mi odia, Fuoco cammina con me, The Don's Analyst, Harry e Carota, Hollywood Confidential, Sex and the City, A Brooklyn State of Mind, Perseguitato dalla fortuna e Silent Madness. Insieme a suo padre è stato tra i protagonisti della serie televisiva poliziesca di breve durata Dellaventura. Si ritirò nel 2016, recitando per l'ultima volta nel film Nobody's Perfect.
Morì al St. Anthony Community Hospital di Warwick, a New York, il 26 luglio 2021, per via di un tumore al pancreas, all'età di 65 anni.

## Filmografia parziale

### Cinema
- Terminator, regia di James Cameron (1984)
- Fa' la cosa giusta (Do the Right Thing), regia di Spike Lee (1989)
- Harlem Nights, regia di Eddie Murphy (1989)
- Pronti a tutto (Downtown), regia di Richard Benjamin (1990)
- Nei panni di una bionda (Switch), regia di Blake Edwards (1991)
- Jungle Fever, regia di Spike Lee (1991)
- Perseguitato dalla fortuna (29th Street), regia di George Gallo (1991)
- Fuoco cammina con me (Twin Peaks: Fire Walk with Me), regia di David Lynch (1992)
- Harry e Carota (Me and the Kid), regia di Dan Curtis (1993)
- Clockers, regia di Spike Lee (1995)
- Lei mi odia (She Hate Me), regia di Spike Lee (2004)
- Sex and the City, regia di Michael Patrick King (2008)
- Reach Me - La strada per il successo (Reach Me), regia di John Herzfeld (2014)

### Televisione
- Delitto al Central Park (The Preppie Murder), regia di John Herzfeld – film TV (1989)
- I quattro della scuola di polizia (21 Jump Street) – serie TV, un episodio (1989)
- L.A. Law - Avvocati a Los Angeles (L.A. Law) – serie TV, un episodio (1991)
- I racconti della cripta (Tales from the Crypt) – serie TV, un episodio (1992)
- Renegade – serie TV, un episodio (1993)
- Un detective in corsia (Diagnosis: Murder) – serie TV, 2 episodi (1994-1996)
- Walker Texas Ranger – serie TV, 2 episodi (1994-2001)
- Maledetta fortuna (Strange Luck) – serie TV, 2 episodi (1995-1996)
- NYPD - New York Police Department (NYPD Blue) – serie TV, un episodio (1996)
- Hollywood Confidential, regia di Reynaldo Villalobos – film TV (1997)
- Dellaventura – serie TV, 14 episodi (1997-1998)
- Ragazze a Beverly Hills (Clueless) – serie TV, 2 episodi (1998)
- Ultime dal cielo (Early Edition) – serie TV, un episodio (2000)
- Road to Justice - Il giustiziere (18 Wheels of Justice) – serie TV, un episodio (2001)
- V.I.P. – serie TV, un episodio (2001)
- 100 Centre Street – serie TV, un episodio (2002)
- CSI - Scena del crimine (CSI: Crime Scene Investigation) – serie TV, un episodio (2002)
- Law & Order - Unità vittime speciali (Law & Order: Special Victims Unit) – serie TV, un episodio (2003)
- Law & Order: Criminal Intent – serie TV, 2 episodi (2006-2008)
- I Soprano (The Sopranos) – serie TV, 2 episodi (2007)
- Ugly Betty – serie TV, un episodio (2010)

## Doppiatori italiani
Nelle versioni in italiano delle opere in cui ha recitato, Rick Aiello è stato doppiato da:
- Francesco Fagioli in Fuoco cammina con me
- Pasquale Anselmo in The Don's Analyst
- Massimo Lodolo in Fa' la cosa giusta
- Riccardo Lombardo in Dellaventura
- Domenico Brioschi in Law & Order: Criminal Intent (ep. 6x05)